# Mogaung
Mogaung (burmesiska: မိုးကောင်း) är en stad i Myanmar. Den ligger i delstaten Kachin och kommunen Mogaung i den norra delen av landet. Folkmängden uppgår till cirka 25 000 invånare.
Orten ligger vid järnvägen mellan Mandalay och Myitkyina. Järnvägen började byggas 1890 under namnet Mu Valley Railway och järnvägen upp till Mohnyin invigdes i oktober 1893.